# John McMurry
John Edward McMurry (ur. 27 lipca 1942 w Nowym Jorku) – amerykański chemik, emerytowany profesor chemii organicznej na Uniwersytecie Cornella, gdzie w latach 1980–2004 pracował na Wydziale Chemii i Biologii Chemicznej.
Autor szeregu podręczników chemicznych, w tym wielokrotnie wznawianej i przetłumaczonej na język polski Chemii organicznej:
- Organic Chemistry. Wyd. 7. Belmont, USA: Brooks/Cole-Thomson. Brak numerów stron w książce Tłumaczenie polskie: Chemia organiczna. Warszawa: PWN, 2005. ISBN 83-01-14406-8. Brak numerów stron w książce
- Organic Chemistry: A Biological Approach. Belmont, USA: Brooks/Cole-Thomson. Brak numerów stron w książce
- Chemistry. Robert Fay (współautor). Upper Saddle River, USA: Prentice-Hall. Brak numerów stron w książce
- The Organic Chemistry of Biological Pathways. Tadhg Begley (współautor). Englewood, USA: Roberts and Co. Brak numerów stron w książce
- Fundamentals of Organic Chemistry. Eric Simanek (współautor). Wyd. 6. Belmont, USA: Brooks/Cole-Thomson. Brak numerów stron w książce
- Fundamentals of General, Organic, and Biological Chemistry. Mary Castellion, David Ballantine (współautorzy). Wyd. 5. Upper Saddle River, USA: Prentice-Hall. Brak numerów stron w książce